# F18 (segelbåt)
F18, eller IW23 eller Westkapp23, är en tidig segelbåt i glasfiber byggd på IW-varvet i Henån. Konstruktör var Bengt Grange.
Konstruktionen är en dubbelskrovad båt av glasfiberarmerad plast med polyuretanskumfyllning mellan skroven. Fenkölen av järn är fäst med åtta kölbultar. Den självlänsande sittbrunnen har en sarg av trä, och är praktisk då den rymmer tre på var sida. Man kan utan problem sitta fyra i sittbrunnen under segling. I förpiken finns två sovplatser, och ytterligare två stickkojer finns under sittbrunnen. I båten finns ett gasol-kök och diskho. I aktern är finns ett utrymme, täckt med en lucka. I detta finns en krage genom skrovet, där man kan fästa en utombordare. I många fall har hålet täckts igen för att bli ett packutrymme, då utombordaren medför allt för stor bromsverkan under segling.
F18 började säljas i början på 1960-talet. I slutet av 1960-talet fick hon nytt däck och ny inredning och bytte då namn till IW 23, men gick senare under namnet Wesrkapp 23.